# Heterochelus oreopygus
Heterochelus oreopygus är en skalbaggsart som beskrevs av Hermann Burmeister 1844. Heterochelus oreopygus ingår i släktet Heterochelus och familjen Melolonthidae. Inga underarter finns listade i Catalogue of Life.